# Kaifan
Kaifan (arabisch كيفان, DMG Kayfān) ist ein Distrikt innerhalb des Hauptstadtgouvernements von Kuwait und auch Teil von Kuwait-Stadt. Im Jahr 2018 wurde der Bereich auf 28.862 Einwohner geschätzt.

## Sport
Besonders bekannt ist der Distrikt unter anderem durch den al Kuwait SC, der seine Heimspielstätte mit dem Al-Kuwait SC Stadium im Westen hat.